# Chasmocephalon
Chasmocephalon is een geslacht van spinnen uit de  familie van de Anapidae (Dwergkogelspinnen).

## Soorten
- Chasmocephalon acheron Platnick & Forster, 1989
- Chasmocephalon alfred Platnick & Forster, 1989
- Chasmocephalon eungella Platnick & Forster, 1989
- Chasmocephalon flinders Platnick & Forster, 1989
- Chasmocephalon iluka Platnick & Forster, 1989
- Chasmocephalon neglectum O. Pickard-Cambridge, 1889
- Chasmocephalon pemberton Platnick & Forster, 1989
- Chasmocephalon tingle Platnick & Forster, 1989